# Lasocice
Lasocice (deutsch Laßwitz) ist ein Dorf in Polen in der Gemeinde Święciechowa (Schwetzkau), Woiwodschaft Großpolen. 

## Geschichte
Die erste urkundliche Erwähnung des Dorfes stammt aus dem Jahr 1325.
Die ersten Eigentümer des Dorfes waren Mikołaj Kotwicz, Przecław von Lasocic, Mikołaj Lasocki, und Maciej Lasocki. Anfang des 15. Jahrhunderts gehörte ein Teil des Dorfes Rafał Leszczyński, später wurden die Leszczyńskis Eigentümer des ganzen Dorfes. Im 16. Jahrhundert wurden zwei Handwerker, drei oder vier Windmühlen,  drei Schäfereien gezählt, sowie eine Dorfschenke, die ihr Bier aus Leszno bezog. Aus dem Jahr 1737 stammt die erste Notiz der Kirche der Heiligen Franziska. 1856 erfolgte der Anschluss Lasocices an das Schienennetz. Die Kirche des Dorfes befand sich Anfang der 1930er Jahre in sehr schlechtem baulichem Zustand. Daher wurde sie versteigert und anschließend abgerissen. Die heutige Kirche wurde 1930 als protestantische Kirche errichtet und ist erst seit 1946 römisch-katholisch. 1920 wurde das Dorf Teil des wieder entstandenen Polen und gehörte danach bis 1934 zur Gemeinde Leszno und anschließend zur Gemeinde Święciechowa. Vor dem Ausbruch des Zweiten Weltkrieges waren 63 Prozent der Einwohner Deutsche. Bei einer Verwaltungsreform kam das Dorf 1975 zur neu gebildeten Woiwodschaft Leszno. Nach deren Auflösung war Lasocice Teil der Woiwodschaft Großpolen.

### Einwohnerentwicklung
1860 lebten in Lasocice 825 Menschen.

## Wirtschaft und Infrastruktur

### Verkehr

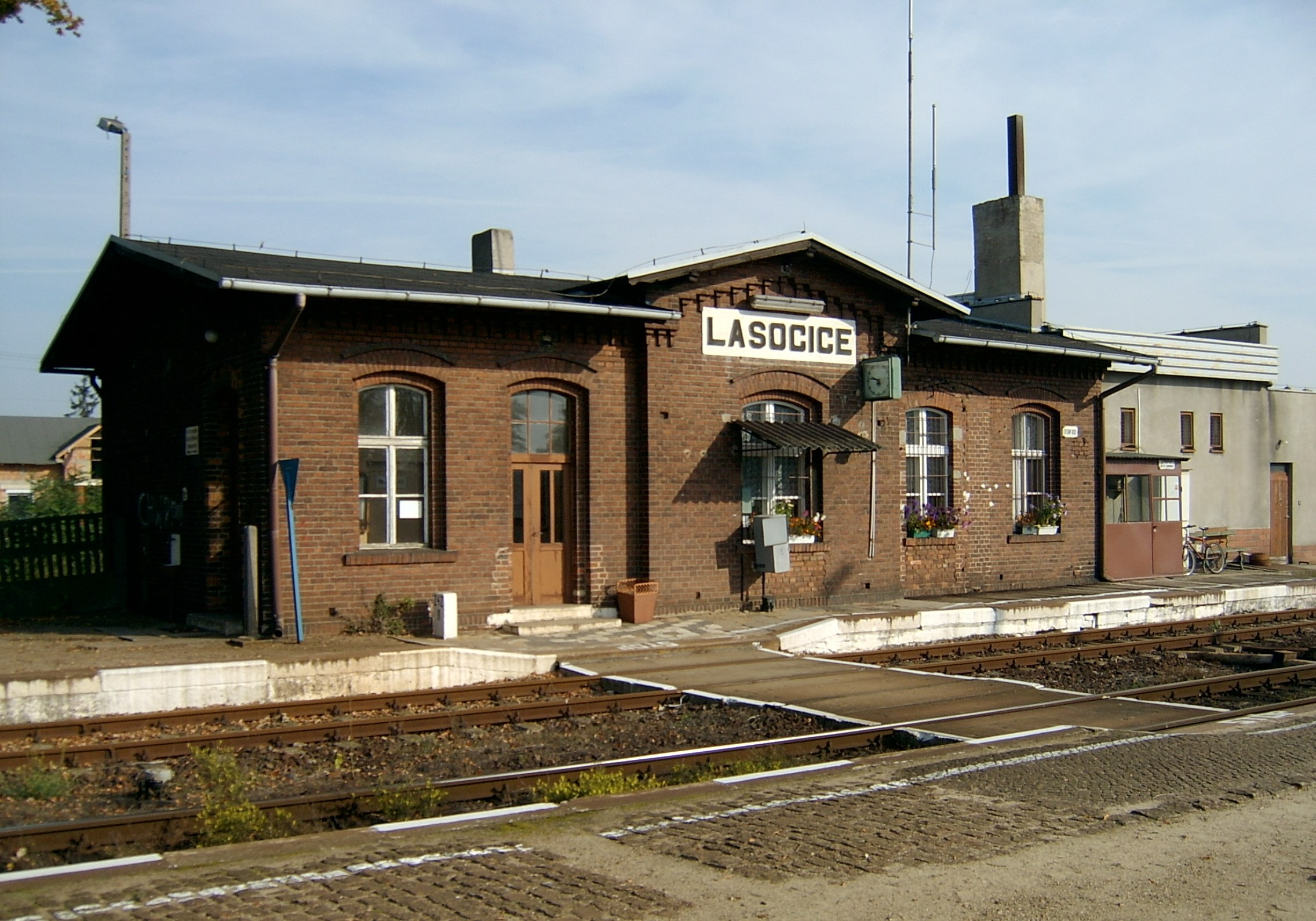
Bahnhof in Lasocice

Lasocice ist ein Straßendorf, welches sich von Nord nach Süd streckt. Die Straße, an welcher sich das Dorf entlangstreckt, führt ins etwa drei Kilometer nördlich gelegene Święciechowa. Die Landesstraße 12 (droga krajowa 12) schneidet das Dorf in Ost-West-Richtung und ist die heute deutlich bedeutendere Straße. Etwa vier Kilometer östlich durchquert die Straße Leszno.
In Leszno befindet sich auch der nächste Flugplatz, welcher aber nur für Klein- und Segelflugzeuge ausgelegt ist. Der nächste internationale Flughafen ist Poznań-Ławica, etwa 70 Kilometer nordöstlich.
Das Dorf verfügt über eine eigene Bahnstation. Diese bietet Direktverbindungen nach Leszno und Głogów.

### Ansässige Unternehmen
2006 wurde mit dem Bau einer großen Bioethanol-Anlage begonnen. Das Investitionsvolumen wird mit 200 Millionen Złoty veranschlagt.
Weiterhin gibt es in Lasocice das Unternehmen Bormasz, ein Betrieb zur Milchverarbeitung.